# Tiaja insula
Tiaja insula är en insektsart som beskrevs av Sawbridge 1975. Tiaja insula ingår i släktet Tiaja och familjen dvärgstritar. Inga underarter finns listade i Catalogue of Life.